# 310273 Paulsmeyers
310273 Paulsmeyers este o planetă minoră (asteroid), cu un diametru de 2,085 km, din centura de asteroizi. A fost descoperită pe 8 septembrie 2004 la Uccle de Thierry Pauwels⁠(d) și a fost numită după Paul Smeyers⁠(d). 
Obiectul prezintă o orbită caracterizată de o semiaxă mare de 2,2970917186538 UAi, o excentricitate de 0,18, o înclinație de 3,8 ° în raport cu ecliptica.